# بنیاد کی یک میلیون اکتاپوس را می‌سوزاند
بنیاد کی یک میلیون اکتاپوس را می‌سوزاند (به انگلیسی: K Foundation Burn a Million Quid) فیلمی ۶۷ دقیقه‌ای به کارگردانی آلن گودریک (گیمپو) است.